# Leo Cornic
Pour les articles homonymes, voir Cornic.
Leo Cornic, né le 2 janvier 2001 à Oslo en Norvège, est un footballeur norvégien, qui évolue au poste d'arrière droit au Tromsø IL.

## Biographie

### En club
Né à Oslo en Norvège, Leo Cornic est formé par l'un des clubs de sa ville natale, le Vålerenga Fotball. Il fait ses débuts en professionnel le 2 mai 2019, à l'occasion d'une rencontre de coupe de Norvège contre le Faaberg Fotball (en). Il est titularisé au poste d'arrière droit et son équipe s'impose par trois buts à zéro.
Leo Cornic quitte définitivement le Vålerenga Fotball en janvier 2020 pour s'engager en faveur du Grorud IL, en deuxième division norvégienne. Il joue son premier match pour le club le 3 juillet 2020, à l'occasion de la première journée de la saison 2020, face au Lillestrøm SK. Titulaire, il ne peut empêcher la défaite de son équipe ce jour-là (0-1 score final).
En janvier 2021 il rejoint la Suède afin de s'engager en faveur du Djurgårdens IF. Le transfert est annoncé le 18 décembre 2020 et il signe un contrat de quatre ans,. Il se retrouve notamment en concurrence avec un autre arrière droit norvégien, Aslak Fonn Witry.
Ne s'étant jamais imposé à Djurgårdens, Leo Cornic fait son retour en Norvège le 15 août 2022, en s'engageant en faveur du Rosenborg BK pour un contrat valable jusqu'en décembre 2026,.
Cornic inscrit son premier but pour Rosenborg le 2 octobre 2022, lors d'une rencontre de championnat face au Kristiansund BK. Il est titularisé et les deux équipes se neutralisent (4-4 score final).
Le 31 juillet 2024, Leo Cornic rejoint le Tromsø IL. Il signe un contrat courant jusqu'en décembre 2027.

### En sélection
Leo Cornic fait sa première apparition avec l'équipe de Norvège espoirs le 22 mars 2019, contre la Finlande en match amical. Il entre en jeu à la place de Tomas Totland et les jeunes norvégiens sont vaincus (8-3 score final).